# Josef Novák (fotbalista)
JUDr. Josef Novák (* 29. července 1956 Žacléř) je bývalý český fotbalista, obránce, reprezentant Československa.

## Fotbalová kariéra
Za československou reprezentaci odehrál v letech 1985–1987 dvanáct zápasů a vstřelil 2 góly (mj. Německu v kvalifikaci na mistrovství světa 1986), jednou startoval v olympijském výběru, v reprezentaci do 21 let nastoupil 11x. V lize odehrál 199 utkání a dal 10 gólů. Hrál za Duklu Praha (1975–1988), s níž dvakrát získal titul mistra republiky (1979, 1982) a dvakrát československý pohár (1983, 1985). 27x startoval v evropských pohárech.

## Prvoligová bilance
| Ročník          | Zápasy | Góly | Minuty | Klub             |
| --------------- | ------ | ---- | ------ | ---------------- |
| I. liga 1975/76 | 1      | 0    | 11     | AS Dukla Praha   |
| I. liga 1977/78 | 10     | 0    | –      | ASVS Dukla Praha |
| I. liga 1978/79 | 8      | 1    | –      | ASVS Dukla Praha |
| I. liga 1979/80 | 7      | 0    | –      | ASVS Dukla Praha |
| I. liga 1980/81 | 10     | 0    | –      | ASVS Dukla Praha |
| I. liga 1981/82 | 22     | 4    | –      | ASVS Dukla Praha |
| I. liga 1982/83 | 24     | 1    | –      | ASVS Dukla Praha |
| I. liga 1983/84 | 30     | 0    | –      | ASVS Dukla Praha |
| I. liga 1984/85 | 14     | 1    | –      | ASVS Dukla Praha |
| I. liga 1985/86 | 28     | 2    | –      | ASVS Dukla Praha |
| I. liga 1986/87 | 27     | 0    | –      | ASVS Dukla Praha |
| I. liga 1987/88 | 18     | 1    | –      | ASVS Dukla Praha |
| CELKEM I. LIGA  | 199    | 10   | –      |                  |